# Andrzej Sikorski (bramkarz)
Andrzej Sikorski (ur. 12 grudnia 1953 w Warszawie), polski piłkarz, bramkarz.
W reprezentacji Polski zagrał tylko raz. 15 kwietnia 1974 Polska wygrała 3:1 z Haiti w meczu towarzyskim. Był wówczas zawodnikiem warszawskiej Gwardii.